# Dieter Gruschwitz
Dieter Gruschwitz (* 9. Januar 1954 in Neuwied; † 27. März 2022 bei Bad Tölz) war ein deutscher Journalist, der nach Anfängen beim Sender Freies Berlin zum ZDF wechselte, wo er von 2005 bis 2017 die Leitung der Hauptredaktion Sport innehatte.

## Werdegang
Nach dem Abitur 1972 und dem Wehrdienst studierte Gruschwitz von 1974 bis 1979 in Mainz Publizistik, Slawistik und Anglistik. Zudem war er aktiver Judoka beim Judo-Club Neuwied. Im März 1979 belegte er bei den deutschen Meisterschaften in Hamburg gemeinsam mit Peter Jupke den dritten Platz.
Ab April 1979 fand er eine Festanstellung beim Sender Freies Berlin. Dort war er von 1979 bis 1982 Reporter und Redakteur bei der Berliner Abendschau und von 1983 bis 1996 Reporter, Redakteur, Moderator von Sport Fernsehen, ab April 1992 dabei als Abteilungsleiter von Sport Fernsehen. Gruschwitz war ab 1988 auch Redakteur und Reporter bei den Olympischen Spielen und bei den Fußball-Weltmeisterschaften 1990 in Italien und 1994 in den USA.
Im April 1996 wechselte er zum ZDF. Dort wurde er zum Abwesenheitsvertreter des Hauptredaktionsleiters Sport und war auch ZDF-Teamchef bei den Fußball-Weltmeisterschaften 1998 in Frankreich und 2002 in Südkorea und Japan.
Nach Ankündigung im Dezember 2004 wurde er zum 1. Februar 2005 Leiter der Hauptredaktion Sport, nachdem ZDF-Chefredakteur Nikolaus Brender bezüglich des auf den neu eingeführten Posten des „Chefreporters“ weggelobten Vorgängers Wolf-Dieter Poschmann festgestellt hatte, dass im Sportressort das Verhältnis zwischen „Mannschaft und Spielertrainer“ nicht mehr stimme. Gruschwitz dagegen sei „ein Teamplayer und bietet die besten Voraussetzungen.“
Am 1. Februar 2017 ging Gruschwitz in den Ruhestand. Sein Nachfolger wurde Thomas Fuhrmann.
Nach Angaben des ZDF starb Gruschwitz am 27. März 2022 im Alter von 68 Jahren nach einem Skiunfall am Brauneck in der Nähe von Lenggries.  Bei der Kollision mit einem anderen Skifahrer hatte er sich schwere Kopfverletzungen zugezogen.